# Mathieu Gorgelin
Mathieu Gorgelin (Ambérieu-en-Bugey, Auvernia-Ródano-Alpes, 5 de agosto de 1990) es un futbolista francés. Juega de portero y se encuentra sin equipo.

## Trayectoria
Formado futbolísticamente en las inferiores del Olympique de Lyon, pasó al primer equipo en 2010.  Fue enviado a préstamo al Red Star para la temporada 2011-12. En su regreso a Lyon, debutó en la Ligue 1 el 2 de noviembre de 2013 en la victoria por 2-0 de local ante el EA Guingamp, cuando entró en el minuto 32 por el lesionado Anthony Lopes, Gorgelin mantuvo el arco en cero en su debut.
El 28 de junio de 2019 el Le Havre A. A. hizo oficial su incorporación para las siguientes tres temporadas. Finalmente permaneció seis años y dejó el club al expirar su contrato tras la campaña 2024-25.

## Selección nacional
Gorgelin ha representado a Francia en las categorías sub-20 y sub-21.

## Clubes
Actualizado al último partido disputado el 17 de mayo de 2025.
| Club | Div.          | Temporada     | Liga  | Liga  | Copas nacionales(1) | Copas nacionales(1) | Copas internacionales(2) | Copas internacionales(2) | Total | Total |
| Club | Div.          | Temporada     | Part. | Goles | Part.               | Goles               | Part.                    | Goles                    | Part. | Goles |
| --- | ------------- | ------------- | ----- | ----- | ------------------- | ------------------- | ------------------------ | ------------------------ | ----- | ----- |
| Red Star F. C. Francia                                                                                                | 3.ª           | 2011-12       | 15    | 0     | 3                   | 0                   | ―                        | ―                        | 18    | 0     |
| Red Star F. C. Francia                                                                                                | Total club    | Total club    | 15    | 0     | 3                   | 0                   | 0                        | 0                        | 18    | 0     |
| Olympique de Lyon Francia                                                                                             | 1.ª           | 2012-13       | 0     | 0     | 0                   | 0                   | 0                        | 0                        | 0     | 0     |
| Olympique de Lyon Francia                                                                                             | 1.ª           | 2013-14       | 2     | 0     | 0                   | 0                   | 1                        | 0                        | 3     | 0     |
| Olympique de Lyon Francia                                                                                             | 1.ª           | 2014-15       | 0     | 0     | 0                   | 0                   | 0                        | 0                        | 0     | 0     |
| Olympique de Lyon Francia                                                                                             | 1.ª           | 2015-16       | 1     | 0     | 2                   | 0                   | 0                        | 0                        | 3     | 0     |
| Olympique de Lyon Francia                                                                                             | 1.ª           | 2016-17       | 1     | 0     | 1                   | 0                   | 0                        | 0                        | 2     | 0     |
| Olympique de Lyon Francia                                                                                             | 1.ª           | 2017-18       | 4     | 0     | 1                   | 0                   | 0                        | 0                        | 5     | 0     |
| Olympique de Lyon Francia                                                                                             | 1.ª           | 2018-19       | 4     | 0     | 2                   | 0                   | 1                        | 0                        | 7     | 0     |
| Olympique de Lyon Francia                                                                                             | Total club    | Total club    | 12    | 0     | 6                   | 0                   | 2                        | 0                        | 20    | 0     |
| Le Havre A. C. Francia                                                                                                | 2.ª           | 2019-20       | 28    | 0     | 1                   | 0                   | ―                        | ―                        | 29    | 0     |
| Le Havre A. C. Francia                                                                                                | 2.ª           | 2020-21       | 36    | 0     | 0                   | 0                   | ―                        | ―                        | 36    | 0     |
| Le Havre A. C. Francia                                                                                                | 2.ª           | 2021-22       | 4     | 0     | 2                   | 0                   | ―                        | ―                        | 6     | 0     |
| Le Havre A. C. Francia                                                                                                | 2.ª           | 2022-23       | 7     | 0     | 1                   | 0                   | ―                        | ―                        | 8     | 0     |
| Le Havre A. C. Francia                                                                                                | 1.ª           | 2023-24       | 1     | 0     | 2                   | 0                   | ―                        | ―                        | 3     | 0     |
| Le Havre A. C. Francia                                                                                                | 1.ª           | 2024-25       | 16    | 0     | 1                   | 0                   | ―                        | ―                        | 17    | 0     |
| Le Havre A. C. Francia                                                                                                | Total club    | Total club    | 92    | 0     | 7                   | 0                   | 0                        | 0                        | 99    | 0     |
| Total carrera | Total carrera | Total carrera | 119   | 0     | 16                  | 0                   | 2                        | 0                        | 137   | 0     |
| (1) Incluye datos de Copa de Francia y Copa de la Liga de Francia. (2) Incluye datos de Liga de Campeones de la UEFA. |               |               |       |       |                     |                     |                          |                          |       |       |